# Synchlora magnaria
Synchlora magnaria är en fjärilsart som beskrevs av Max Joseph Bastelberger 1911. Synchlora magnaria ingår i släktet Synchlora och familjen mätare. Inga underarter finns listade i Catalogue of Life.